# Ganbaataryn Tögsbayar
Ganbaataryn Tögsbayar (mongol : Ганбаатарын Төгсбаяр, né le 13 mai 1985) est un footballeur mongol évoluant au poste d'attaquant dans le club de Selenge Press à Oulan-Bator, dans le championnat de Mongolie de football. Il est membre de l'équipe de Mongolie de football, et en est d'ailleurs le deuxième meilleur buteur.

## Biographie

### Carrière internationale
Ganbaataryn Tögsbayar est convoqué pour la première fois par le sélectionneur national Ishdorj Otgonbayar pour un match des éliminatoires de la Coupe d'Asie de l'Est 2003 face à Macao le 29 février 2000 (défaite 2-0). Le 24 février 2003, il marque son premier but en équipe de Mongolie lors du match des éliminatoires de la Coupe d'Asie de l'Est 2003 face au Guam (victoire 2-0).
Avec 6 buts, il est le deuxième meilleur buteur de l'histoire de la sélection mongole.

## Palmarès
- Avec le Khoromkhon :
  - Champion de Mongolie en 2005

- Avec l'Erchim :
  - Champion de Mongolie en 2007 et 2008

## Statistiques

### Buts en sélection
Le tableau suivant liste les résultats de tous les buts inscrits par Ganbaataryn Tögsbayar avec l'équipe de Mongolie.